# جورج بونيت
جورج بونيت (بالفرنسية: Georges Bonnet) (و. 1889 – 1973 م) هو سياسي، ودبلوماسي، من فرنسا، شارك في WWII Axis collaboration in France ‏، توفي في باريس، عن عمر يناهز 84 عاماً.

## مناصب
تولى منصب عضو الجمعية الوطنية الفرنسية، وعضو مجلس الشيوخ الفرنسي.

## التعليم
تعلم في جامعة باريس.

## جوائز
حصل على جوائز منها:
- صليب الحرب.

## روابط خارجية
- جورج بونيت على موقع الموسوعة البريطانية (الإنجليزية)
- جورج بونيت على موقع مونزينجر (الألمانية)